# Europäisches Netzwerk der Schlichtungsstellen für Finanzdienstleistungen
Das Europäische Netzwerk der Schlichtungsstellen für Finanzdienstleistungen, oftmals abgekürzt als FIN-NET bezeichnet, ist ein europaweites Netz nationaler Organisationen zur außergerichtlichen Beilegung von Verbraucherbeschwerden im Finanzdienstleistungsbereich. In ihm sind verschiedene Schlichtungsstellen aus dem Europäischen Wirtschaftsraum organisiert.

## Hintergrund

### Geschichte
Rund um das Jahr 2000 gewann die außergerichtliche Streitbeilegung unter dem Schlagwort Alternative Dispute Resolution zunehmend an Bedeutung. Vor diesem Hintergrund wurde 2001 FIN-NET von der Europäischen Kommission initiiert, um Verbrauchern bei grenzüberschreitenden Streitigkeiten bezüglich Finanzdienstleistungen eine vereinfachte Schlichtung zu ermöglichen und gleichzeitig im Sinne eines konsistenten Vorgehens die Zusammenarbeit zwischen den verschiedenen nationalen Schlichtungsstellen zu fördern. 
2013 wurde die außergerichtliche Streitbeilegung innerhalb der Europäischen Union stärker institutionalisiert, als im Mai des Jahres die Richtlinie über alternative Streitbeilegung in Verbraucherangelegenheiten in Kraft trat. In der Folge formulierten die FIN-NET-Mitglieder eine Absichtserklärung („Memorandum of Understanding“), in der sie ihre Aufgabenbereiche und Tätigkeiten vor dem Hintergrund der Anforderungen der Richtlinie neu definierten und sich Leitlinien für das Vorgehen bei Disputen vorgaben. Die Mitgliedschaft bei FIN-NET ist seither neben der Zuständigkeit für die außergerichtliche Beilegung von Streitigkeiten im Bereich Finanzdienstleistungen auch an die Einhaltung der entsprechenden Grundsätze gebunden.

### Mitglieder
Derzeit umfasst FIN-NET 60 Mitglieder aus 27 Ländern, das Netzwerk erstreckt sich auf die Europäische Union sowie Island, Liechtenstein und Norwegen als EWR-Mitgliedsstaaten. Zudem gibt es assoziierte FIN-NET-Mitglieder in der Schweiz, dem Vereinigten Königreich und für die Kanalinseln, da in diesen Ländern die Richtlinie über alternative Streitbeilegung in Verbraucherangelegenheiten formal nicht gilt.
Aus den deutschsprachigen Ländern sind folgende Einrichtungen Mitglied des Netzwerks (Stand März 2023):
Belgien
- Ombudsman des Assurances/Ombudsman van de Verzekeringen/Versicherungsombudsmann
- Ombudsfin/Ombudsmann in finanziellen Konflikten

Deutschland
- Ombudsstelle für Sachwerte und Investmentvermögen
- Deutscher Sparkassen- und Giroverband
- Ombudsmann der deutschen genossenschaftlichen Bankengruppe
- Ombudsmann der öffentlichen Banken Deutschlands
- Ombudsmann der privaten Banken
- Ombudsmann der Privaten Kranken- und Pflegeversicherung
- Ombudsstelle für Investmentfonds
- Schlichtungsstelle bei der Deutschen Bundesbank
- Schlichtungsstelle bei der Bundesanstalt für Finanzdienstleistungsaufsicht
- Schlichtungsstelle Bausparen beim Verband der Privaten Bausparkassen
- Versicherungsombudsmann

Liechtenstein
- Schlichtungsstelle zur Beilegung von Streitigkeiten bei der Ausführung von Überweisungen

Luxemburg
- Commission de Surveillance du Secteur Financier

Österreich
- Gemeinsame Schlichtungsstelle der österreichischen Kreditwirtschaft
- Schlichtung für Verbrauchergeschäfte

Schweiz (assoziierte Mitglieder)
- Schweizerischer Bankenombudsman
- Ombudsman der Privatversicherung und der Suva